# حقل الشرارة للنفط
حقل الشرارة للنفط، هو حقل نفط يقع في صحراء مرزق، ليبيا. أُكتشف عام 1980 وطورته شركة پتروم. الحقل تشغله وتملكه شركة رپسول الإسپانية.

## الإنتاج
إجمالي الاحتياطيات المؤكدة لحقل الشرارة تبلغ 3 بليون برميل (403×106طن)، والإنتاج متمركز حول 300,000 برميل لكل يوم (48,000 م3/ي).
في 16 فبراير 2014 أعلنت المؤسسة الوطنية للنفط في ليبيا عن تراجع إنتاج النفط الخام إلى 390 ألف برميل يومياً، بانخفاض نحو 70.000 برميل عن الأسبوع عن أول فبراير، وذلك بسبب توقف جزئي للإمدادات من حقل الشرارة. ويرجع السبب الرئيسي في هذا التراجع إلي استمرار إغلاق أنبوب حقل الشرارة للنفط جزئياً من قبل قبائل الزنتان في منطقة الحمادة الحمراء (400 كم جنوبي العاصمة طرابلس)، احتجاجاً على قرار المؤتمر الوطني العام تجديد ولايته. ويسيطر المسلحون من الثوار السابقين على ثلاثة موانئ نفطية شرق ليبيا منذ أغسطس 2014، مما تسبب في تعطيل حوالي 600 ألف برميل يومياً من طاقة التصدير، وذلك للمطالبة بقدر أكبر من الحكم الذاتي للمنطقة وحصة أكبر من الثروة النفطية.

## معاودة تشغيل الفيل والشرارة
وفي 20 ديسمبر 2016، أكدت شركة النفط الوطنية الليبية أن حقلي الشرارة والفيل قد عادا للإنتاج.
أعلنت قوة ليبية مسلحة متحالفة مع خليفة حفتر، قائد القوات الموالية لمجلس النواب في مدينة طبرق (شرق)، اليوم الأربعاء، إعادة فتح خط أنابيب النفط الرئيسي بالغرب الليبي بعد إغلاقه عامين. جاء ذلك في بيان صادر عن سرية حرس المنشآت النفطية (تابعة لكتائب الزنتان المتحالفة مع حفتر)، حيث قالت إنه تم إعادة فتح خط أنابيب النفط في منطقة «صمام الرياينة» بجبل نفوسة (90 كلم جنوب غرب طرابلس)، والذي يربط حقل الشرارة النفطي (750 كلم جنوب غرب طرابلس) بميناء الزاوية النفطي (40 كلم غرب طرابلس).
ووفق البيان فإن «فتح خط أنابيب النفط جاء بناءً على التعليمات الصادرة من غرفة العمليات بالمنطقة الغربية التابعة للجنرال خليفة حفتر».
وأقفل الخط، وهو الرئيسي وليس الوحيد في الغرب، منذ نهاية عام 2014، نتيجة سيطرة قوات تابعة لحكومة الإنقاذ التي كانت موجودة بطرابلس آنذاك، على حقل الشرارة النفطي، بينما ردت عليها كتائب الزنتان المسلحة المتحالفة مع حفتر، بغلق الأنبوب.
وأشارت سرية حرس المنشآت النفطية، إلى أن خط أنابيب النفط «جرى إقفاله بناءً على معطيات مرحلة الحرب في المنطقة الغربية»، في إشارة إلى المعارك السابقة بين عملية «فجر ليبيا» التابعة لحكومة الإنقاذ، وعملية «الكرامة» التابعة لحفتر آنذاك.
ودعا البيان المؤسسة الوطنية للنفط (الموحدة في العاصمة طرابلس) بدء مباشرة أعمالها في أسرع وقت.
وفي السياق ذاته، قال مدير حقل الشرارة النفطي، حسن الصِّديق، إن «إدارة الحقل لم تتلق حتى الآن أي مراسلة من المؤسسة الوطنية للنفط بشأن إعادة الإنتاج بالحقل بعد إعادة فتح خط أنابيب النفط، الذي يربط بين حقل الشرارة وميناء الزاوية».
وأضاف الصديق، في تصريحات للأناضول: «في حالة تلقينا مراسلة من المؤسسة، ستبدأ عملية الإنتاج بالحقل في خلال يومين أو ثلاثة، بعد مرور عامين على إغلاقه».
ويقع حقل الشرارة النفطي الذي كان يبلغ معدل إنتاجه 340 ألف برميل في اليوم، في صحراء مرزوق (جنوب غربي ليبيا)، واكتشف عام 1980، وتشغله وتملكه شركة «رپسول» الإسبانية.
وفي 21 يناير 2024، أعلنت ليبيا استئناف إنتاج النفط من حقل الشرارة، ورفع حالة القوة القاهرة، وذلك بعدما أنهى محتجون اعتصاماً أوقف الإنتاج منذ مطلع شهر يناير.